# 5235 Жан-Лу
5235 Жан-Лу (5235 Jean-Loup) — астероїд головного поясу, відкритий 16 вересня 1990 року.
Тіссеранів параметр щодо Юпітера — 3,576.